# Райка деревна
Райка деревна, райка звичайна (Hyla arborea) — вид земноводних родини райкових (Hylidae). Характерний представник фауни широколистяних лісів Європи. Раритетний вид, занесений до Бернської конвенції та ряду інших природоохоронних документів. Отруйна амфібія.

## Етимологія
У цього виду дуже багато назв. Окрім зазначених вище «райка деревна» та «райка звичайна», також є такі: квакша звичайна, ракхавка, деревна жабка, деревна кракавка.

## Опис
Один із найменших представників земноводних Європи. Тіло сплощене, його довжина тіла (L.) звичайно 35—45 мм, рідко до 50—52(60) мм. Відношення довжини тіла до довжини  голови (L./L.c.) 2,97—3,66. Очі великі, зіниця ока горизонтально-еліптична. Ніздря міститься ближче до кінця морди, ніж до ока. Відношення ширини верхньої повіки до відстані між внутрішніми краями верхніх повік (Lt.p./Sp.p.) 0,56—1,28. Відношення довжини очної щілини до довжини барабанної перетинки (L.o./L.tym.) 1,33—3,37. Характерним є наявність зубів на верхніх щелепах. Відношення довжини стегна до довжини гомілки (F./T.) 0,99—1,13. Відношення довжини першого пальця задньої ноги до довжини внутрішнього п'яткового бугра (D.p./C.int.) 1,96—3,84. Кінці пальців на кінцівках розширені у вигляді дисків (присосок із залозистими пластинками), що дає можливість цим амфібіям міцно триматись на гладеньких поверхнях; крім того на черевній стороні тіла розташовані залозисті бородавочки, що також мають значення для прикріплення. Пальці задніх кінцівок з'єднані перетинками. На передніх пальцях плавальна перетинка є лише при основі пальців. Самці мають добре розвинений непарний горловий резонатор та шлюбні (особливо розвинені в період розмноження) мозолі на першому пальці передніх кінцівок. Шкіра на спині і споді гомілок гладка, на черевному боці грубозерниста. Маса тіла до 8 г.
Довжина пуголовка перед  метаморфозом досягає 46—50 мм. Довжина його тіла в 1,3—1,5 рази більша за ширину. Хвіст в 1,7—2,3 рази довший за тіло; його верхній гребінь виступає вперед майже до проміжку між очима, а його кінець загострений. Ніздрі ближче до ока, ніж до кінця морди. Відстань між очима в 21,5—2 рази більша, ніж між ніздрями. Зябровий отвір розміщений на лівій стороні, ближче до кінця тіла, ніж до переднього  й спрямований назад догори. Ротовий диск, за винятком верхнього краю верхньої губи, оточений сосочками; губних зубів на верхній частині диску дві серії, на нижній — три.

### Забарвлення

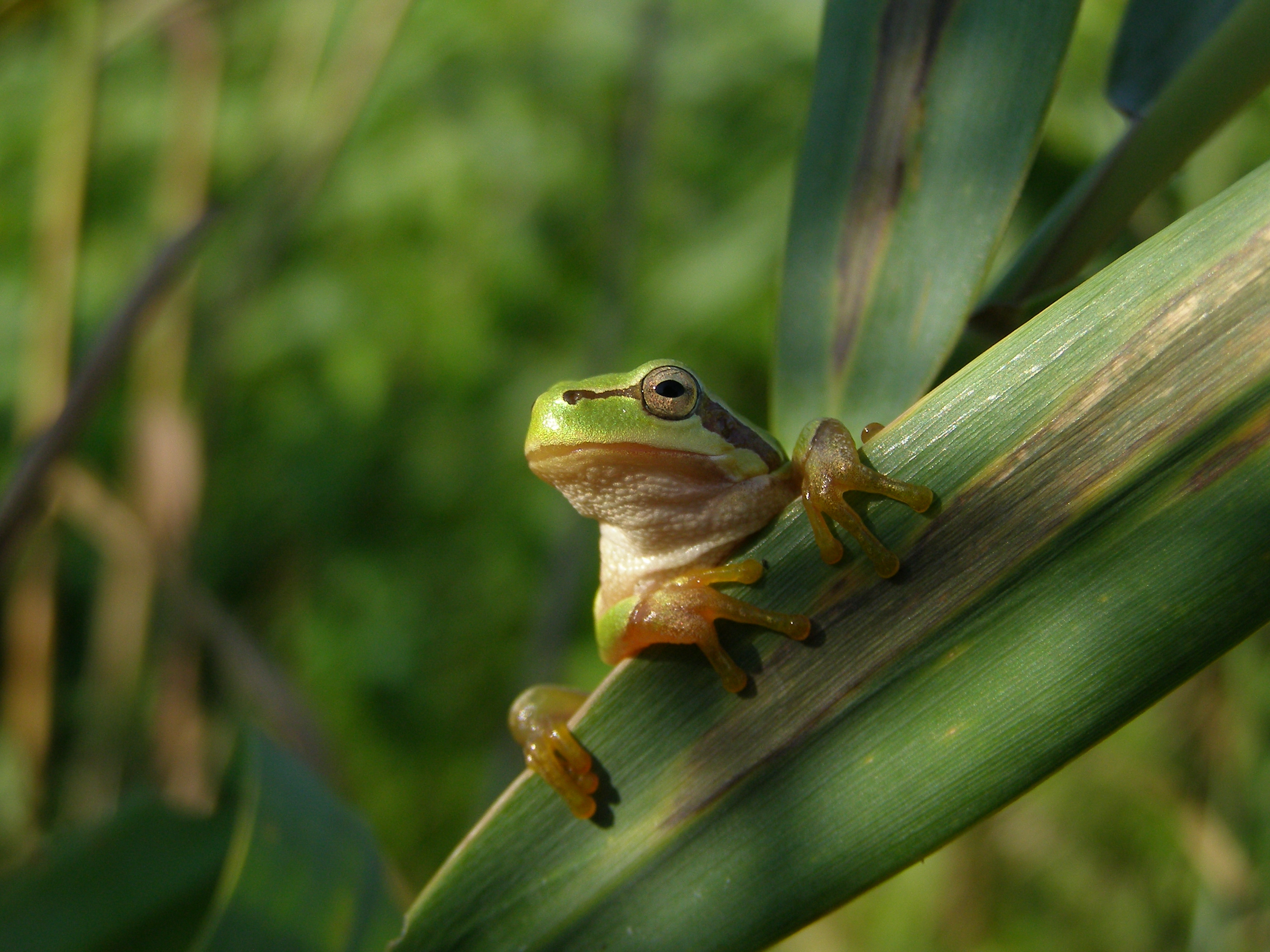

У забарвленні спини найчастіше переважають однотонні яскраво-зелені кольори, часто із золотистим відтінком, хоча трапляються (залежно від субстрату та температури повітря) бруднувато-зелені, світло-сірі, коричнюваті або сіро-голубуваті особини. Черевний бік білого або жовтуватого кольору. Забарвлення верхнього (спинного) та нижнього (черевного) боків тіла розділене двома контрастними темно-коричневими смугами з жовто-білими краями, кожна з яких тягнеться розширюючись по обох боках тіла від очей через барабанну перетинку до пахвинної області, утворюючи тут петлю, потім переходить на зовнішній край стегна, голінки і стопи. Темні смуги є також і на морді, де вони сполучають ніздрі та верхньопередні краї очей. Губи обмежені світлою облямівкою з невиразною переривчастою темною смужкою посередині. Райка здатна швидко міняти забарвлення в залежності температури і вологості середовища.
Забарвлення пуголовка від жовтувато-зеленуватого до оливкового кольору, черево з металічним вилиском.

### Голос
Самці під час шлюбного періоду видають голосні крики, які нагадують качине крякання або швидкий тріск, наче «крак…крак… крак…» або «чет…чет…чет». Перший крик в околицях Києва спостерігається звичайно в кінці квітня.

### Мінливість
Морфологічна мінливість
Матеріали з морфологічної мінливості райок України обмежені працею М. Щербака (1966), у якій вказано на своєрідність райок Криму та їхню більшу схожість з райками Кавказу, ніж з мешканцями лісостепової України або Молдавії. Ще одне порівняння мінливості розмірів тіла райок з різних ділянок їхнього ареалу (без диференціації за статтю) знову підтвердило, що найбільші за розмірами тварини (довжина тіла в середньому 43 і 39 мм) живуть у Криму та на Закарпатті відповідно. Тварини з інших регіонів України (Лісостеп), істотно дрібніші, довжина їхнього тіла становить близько 30 мм.
Генетична мінливість
Матеріали з хромосомного набору обмежуються відомостями щодо каріотипу цих тварин з ділянок ареалу поза межами України (2n = 24, NF = 48). Рівень гетерозиготності цих амфібій у різних пунктах України (окол. Києва, Крим, дельта Дунаю) становить 0,06, 0,038 і 0,048 відповідно. При цьому, якщо міжпопуляційна генетична дистанція між материковими вибірками менше 0,009, то між кримськими та київськими, кримськими та дунайськими вона 0,058 і 0,065 відповідно. Далі на захід ареалу (Італія, Швейцарія, Німеччина, країни Балканського п-ва) існує дві різко відмінні за 9 генами групи. Одна поширена від Сицилії до півночі Італії включно, друга — в ряді Балканських країн (до південної частини цього півострова). Середня генетична дистанція Нея становить 0,47, що дозволяє оцінити час їх дивергенції у 2—3 млн. років. Обидва види — H. intermedia (див. вище) і H. arborea — морфологічно дуже схожі й відрізняються лише розмірами барабанної перетинки, яка в перших більша (Lt. c./L. tym. 4,38 і 4,56 відповідно).

## Поширення
Поширений на більшій частині Центральної та Західної Європи (відсутні в південній Іспанії та південній Франції), на північ межа доходить до Англії (тут інтродукована), північно-західної частини Нідерландів, Норвегії. На сході межа йде приблизно південною Литвою, південною Білоруссю, прикордонними зі східною Україною областями Росії (Брянська і Бєлгородська області)..
В Україні поширений у лісовій і лісостеповій зонах, на півночі степової зони і лісистих районах Криму. Крім того, зустрічається в окремих південних районах Правобережжя, зокрема в пониззі Дніпра, Південного Бугу, Дністра і Дунаю. У степовій частині Лівобережжя, за винятком Буркут та Солено-Озерної дачі відсутня..

## Місця перебування. Чисельність

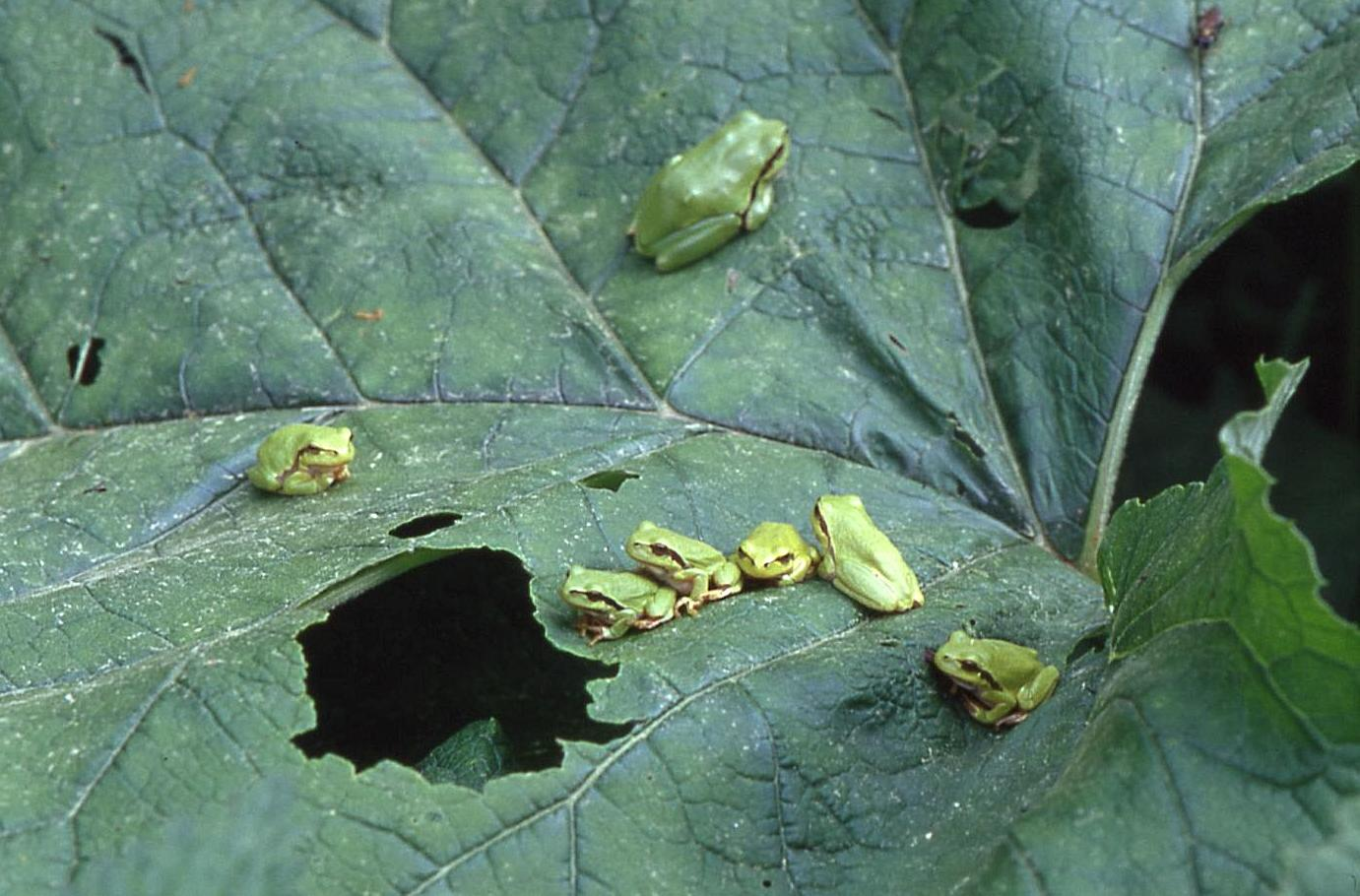
Райки на листі

Райка деревна — характерний представник фауни широколистяних лісів. Більшу частину свого життя проводить серед деревно-чагарникової рослинності, переважно заплавної. Віддає перевагу достатньо освітленим ділянкам листяного лісу, узліссям, заростям по краях лісових галявин. Досить часто зустрічається в прибережних лісопарках, садах, виноградниках і городах, особливо старих. У водоймах перебуває тільки в період розмноження. В гори піднімається до висоти 1500 м н. р. м. У Білорусії звичайна в заплавних дібровах, вільшаниках, на заплавних луках, по берегах озер та меліоративних каналів, зарослих чагарниками. У Молдавії тримається поблизу водойм, а також на поливних сільгоспугіддях.
В Україні на Поліссі, де переважають соснові бори, райки зустрічаються в березняках, по краях вільшаників, рідше в дібровах та інших зайнятих лісовими породами ділянках, розкиданих серед бору. У характерних для Лісостепу грабових лісах (грудах), трапляються головним чином на узліссях, в зрідженому лісі з добре розвиненим підліском та відновлюваних лісових ділянках із молодою грабовою поростю. Райка полюбляє також зарості верболозу з тополями понад річками та ставками. Старих затінених лісів уникає. У степовій зоні трапляється майже виключно у заплавах річок, де населяє вкриті лісовою, чагарниковою і навіть трав'янистою (із широким листям) рослинністю прибережні ділянки і дуже рідко — прилеглі байрачні ліски. У Криму зустрічається виключно в передгірських та гірських лісах.
У Закарпатті в підхожих для свого оселення місцях чисельність райок доволі висока й навесні на 100 м берегової лінії нерестових водойм нараховується до 20 особин. У басейні річки Південний Буг щільність популяції становить близько 21 ос./га, в південно-східній частині ареалу (Дніпровсько-Орельський природний заповідник) — 10—25 ос./100 м². По закінченні сезону розмноження райки й надалі тримаються приблизно таких самих біотопів (долини річок, околиці стоячих водойм тощо), і їхня щільність тут може становити 30—60 ос./га. Восени спостерігається значне скупчення дорослих і молодих особин біля місць зимівлі.. 
У Білорусії щільність популяції в заплавних лісах складає близько 10 ос./га; у нерестових водоймах у період розмноження вона збільшується приблизно в 10 разів; у серпні за рахунок цьоголіток щільність популяції біля різних водойм складає 75—2800 ос./га. У Нерусо-Деснянському Поліссі (Росія) чисельність дорослих особин вздовж нерестових водойм складає менше 100 ос./100 м берегової лінії, а личинок — до 1 ос./м² поверхні води.

## Сезонна активність
Поява після зимової сплячки залежить від географічної широти місцевості, специфіки весняного періоду і звичайно відбувається у другій половині березня — середині квітня, а в південних районах на кілька днів раніше. На Південному березі Криму активні особини зустрічаються вже у лютому.
На відміну від усіх інших видів земноводних України райки добре лазять по вертикальних (у тому числі по гладких) поверхнях і охоче населяють нижній та середній яруси деревних насаджень, піднімаючись на висоту близько 2 м. Їм властива присмерково-нічна активність: вдень вони звичайно тримаються на стовбурах, гіллі, листі дерев, на високій траві, а увечері та вночі спускаються на землю для поповнення запасів води. У період розмноження спостерігаються добові переміщення дорослих особин з дерев до водойм у присмеркові години (для «концертів» і парування) і в зворотному напрямку вранці (для харчування і відпочинку). Для райки взагалі характерна малорухливість. Вона може довго залишатись на одному й тому ж самому дереві або кущі. Там же вона ловить і свою здобич, на яку кидається зненацька, нерідко роблячи чималий стрибок, схоплює жертву довгим липким язиком і ковтає цілком. Її дуже важко помітити серед листя навіть тоді, коли вона подає голос. При небезпеці вона перестає кричати і перелазить на іншу гілку або спідній бік листка, де легко тримається завдяки присоскам на пальцях.

## Розмноження. Розвиток

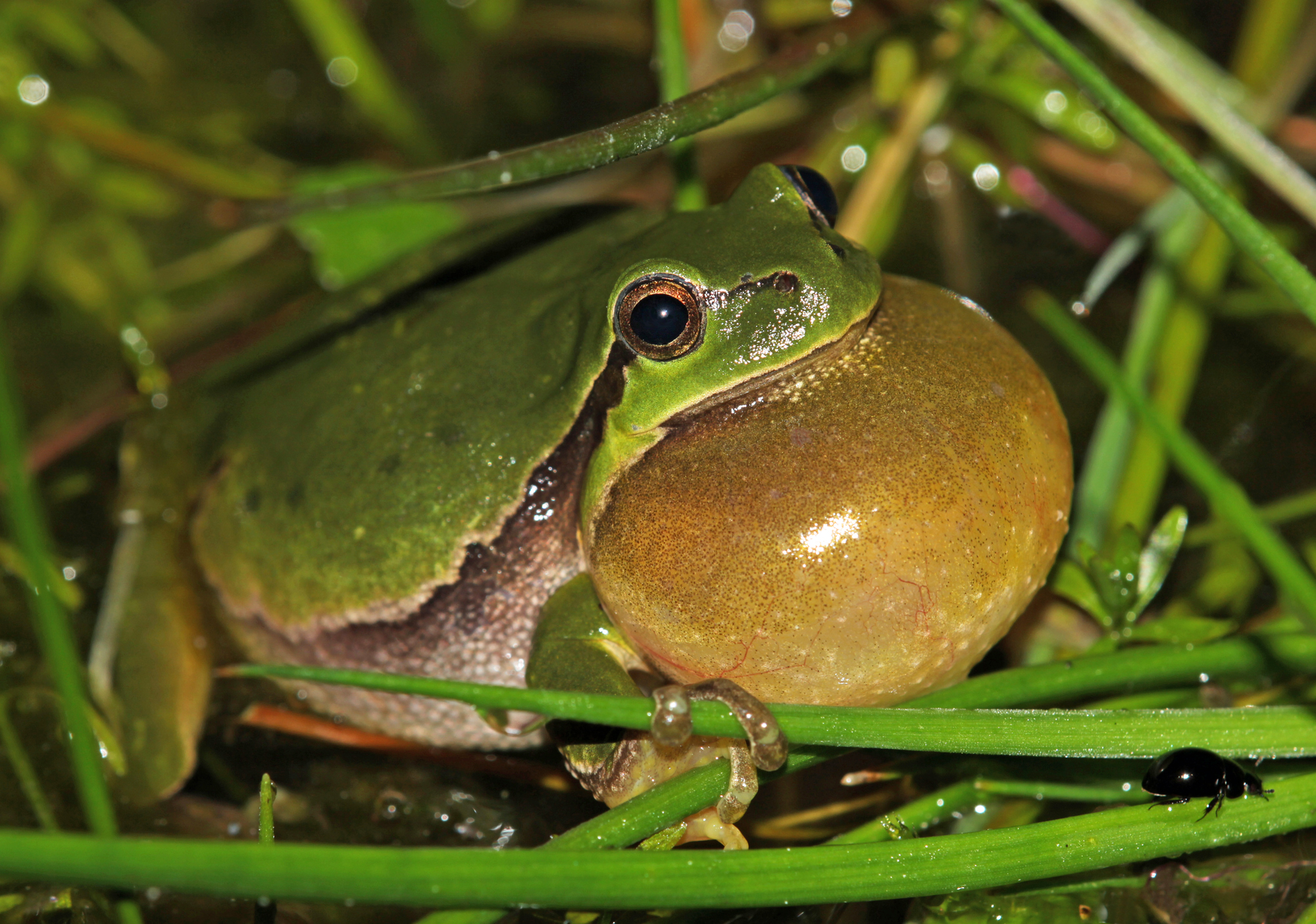
Самець рахкавки, що зве самку

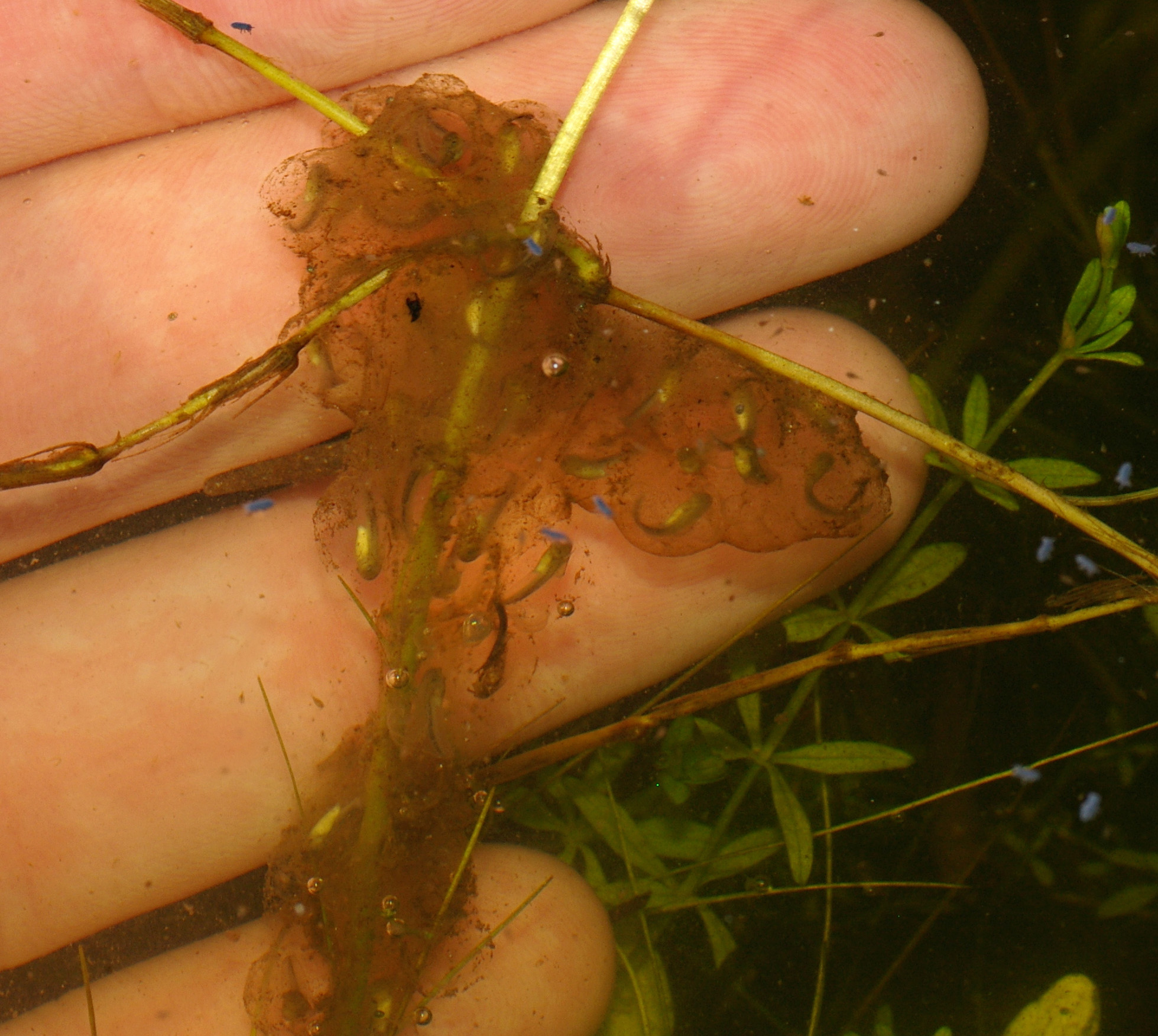
Вилуплення пуголовків

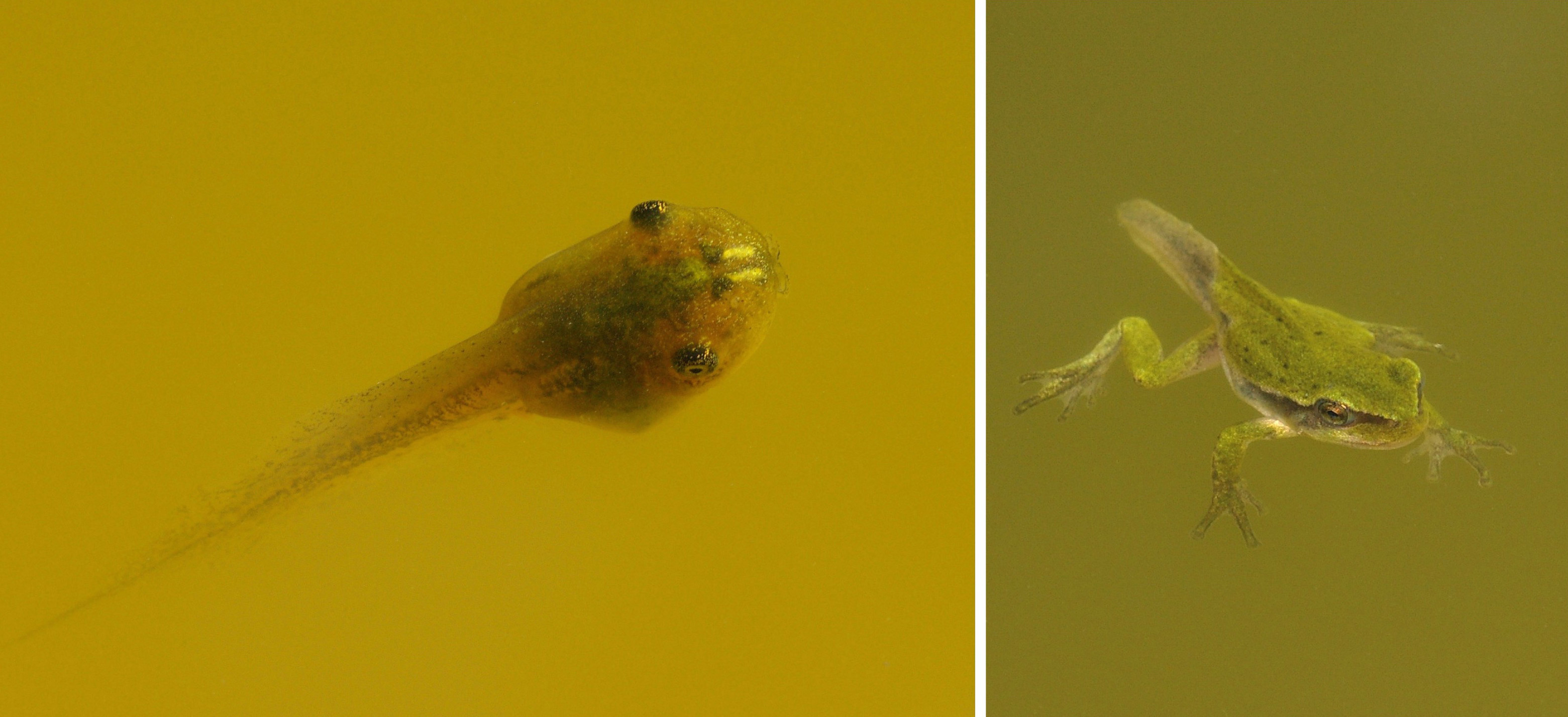
Пуголовки двох різних стадій розвитку

Перші появи райок на місцях нересту — водойм з більш-менш зарослими берегами — припадають на встановлення температури води 4—6 °С, масове заселення нерестилищ на 9—10 °С, а початок відкладання ікри — на досягнення водою температури 13 °C. Сезон розмноження розтягнутий, і співаючих самців райок відзначають з березня — квітня до середини — кінця червня. При виборі місць для розмноження райки найчастіше віддають перевагу більш або менш відкритим ділянкам (зазвичай неподалік від деревних насаджень) зі стоячими водоймами й розвиненою водяною рослинністю. Іноді відкладають ікру в тимчасові мілкі водойми, зокрема калюжі і канави. Місця нересту від місць зимівлі (Німеччина) можуть бути розташовані на відстані від 100 м до 13,1 км. Дослідження гідрохімічних показників нерестових водойм райок показало, що вони характеризуються рН 7,4—9,4, загальною твердістю 1,2—6,5 мекв./л, лужністю 0,8—4,9 мекв./л.
З факторів, що визначають вибір місць розмноження райок (північна Італія), найістотніше значення мають такі як розвиток на поверхні водойм рослинності, вік водойми, прибережні місця оселення, ступінь антропогенного впливу та площа водної поверхні. Ці параметри середовища разом з тим не впливають на щільність тварин. Критичними для відкладання ікри є температура води 8 °C і повітря 6 °C.
Першими на місця нересту прибувають самці, а приблизно через тиждень — самки. Шлюбні «концерти» починаються в присмерки і, як правило, закінчуються до півночі, хоча іноді в похмурі дні відбуваються також вранці і навіть (поодиноко) вдень.  Як і деякі інші види безхвостих земноводних, самиці полишають водойми відразу ж після відкладання ікри, самці ж залишаються тут ще на деякий час. Співвідношення самиць та самців за даними для західних популяцій (Швейцарія) становить 1:1,5. Самців райок за поведінкою можна умовно розділити на три групи: представники однієї видають шлюбні крики у воді, другої — на чагарниках, деревах і т. ін., третя група — це мовчазні («сателітні») самці. Перебуваючи на місцях нересту, самці райок можуть «регулювати» температуру свого тіла. Так, при падінні температури повітря більше ніж на 1—2&nbsp°С, самці переміщуються у воду.
Спарювання та відкладання ікри відбувається зазвичай при температурі води близько 13 °C. Під час парування, яке в окремої пари, триває 2—3 дні, самець обхоплює самку передніми ногами під пахвами. Ікра відкладається на дно або на підводні рослини кількома невеликими слизовими грудками (до 200 яєць), усього у кладці може бути до 1900 і більше ікринок. Яйця 1—1,5 мм в діаметрі, жовтуватого кольору; слизова оболонка 3—4(6) мм в діаметрі; зародок жовтуватий. Абсолютна плодючість залежить від розмірів самиці й коливається від 692 до 1872 яєць, відносна (кількість ікринок на 1 г маси самиці) — від 88 до 126. Не виключено, що цим амфібіям в долині Південного Бугу притаманна порційність відкладання ікри. При цьому самиці райок за перший раз відкладають близько 70 % всієї кількості яєць кладки, за другий — близько 20 %, і за третій — близько 10 %. Розміри тіла дворічних самиць тут у середньому становлять 40 мм, а кількість відкладених ікринок близько 450, трирічних — 47 мм і 820, чотирирічних — 52,6 мм і 1123, п'ятирічних — 56,8 мм і 1383 відповідно. У західних ділянках ареалу (Італія) виявлена наявність двох піків у відкладанні ікри, розділених перервою 5—10 днів. Разом з тим надалі залишається нез'ясованим питання — чи можуть окремі самиці в цьому регіоні нереститися двічі на рік або ж міграція самиць має два піки активності в одному сезоні. Період відкладання ікри розтягнутий і, як правило, захоплює квітень і травень.
Вилуплення личинок при температурі води 17—19&nbsp°С відбувається приблизно через 8—14 діб, а весь період водного розвитку завершується протягом 45—90 днів. Підвищення температури води на 5—6&nbsp°С скорочує період личинкового розвитку приблизно на 10 днів. Як правило вже на 4-й день після відкладення яєць зародок видовжується, і на 11-й день вилуплюється личинка завдовжки 4—5&nbsp мм. На 18-й день у неї зникають зовнішні зябра, а через 58—59 днів починають формуватись задні кінцівки. Через 87—89 днів пуголовки мають передні кінцівки і вже готові до виходу із водойми на сушу. Є вказівки на те, що пізні строки личинкового розвитку в окремих випадках можуть приводити до зимівлі на личинковій стадії, що відзначено для Карпат.
Відразу ж після проходження метаморфозу молоді особини деякий час залишаються поблизу водойм, часто серед трави. Це відбувається в кінці липня (Херсонська область) — серпні і навіть вересні (Київська область). Розміри тіла ювенільних райок при цьому складають усього 14—20 мм. Цьоголітки на відміну від дорослих особин активні вдень і тримаються у траві навколо водойм. Статевої зрілості райки досягають на 2—4 році життя при довжині тіла самців 35 мм і самиць 37 мм. Результати багаторічного мічення цих тварин у дещо західніших ділянках ареалу (Швейцарія) показали, що тут більшість самиць досягає статевої зрілості приблизно у тому ж віці (два роки) при середній довжині тіла 36,7 мм. У Північній Італії та Молдові статева зрілість самців настає на другому році життя, самиць — на третьому. Максимальна тривалість життя у природі складає 12 років; в умовах неволі живуть до 22 років.

## Живлення
Основу живлення райки деревної складають комахи, у першу чергу твердокрилі (довгоносики, листогризи, ковалики тощо), клопи, цикадки, перетинчастокрилі, лускокрилі, менше значення мають павуки, двокрилі та інші дрібні безхребетні. Дослідження особливостей живлення райок у Карпатах показало, що вони живляться головним чином комахами, серед яких листоїди (Chrysomelidae) та двокрильці (Colicidae) становлять 81 % і 70,5 % раціону відповідно. У цілому можна відзначити, що основа харчового раціону представлена наземними комахами, при цьому частка летючих форм складає істотну частину, досягаючи майже 20—50 %. Райки звичайно добувають корм на суші вдень і першу половину ночі, при цьому можуть полювати й на високих стеблах.
Порівняння живлення райок з іншими видами безхвостих амфібій, що живуть у тих самих або в сусідніх біотопах (часничниця звичайна (Pelobates fuscus) та зелені жаби (Pelophilax esculentus complex)), дозволило з'ясувати, що коефіцієнт перекривання (0 — при повному неперекриванні, 1— при повному перекриванні) ніш райки та зелених жаб становить 0,7899, тоді як райок та землянок — лише 0,4008.
Пуголовки живляться водоростями, детритом і рослинними шматочками, які вони зішкрібають зі стебел макрофітів.

## Структура і динаміка популяції
У кількісному співвідношенні на місцях нересту переважають самці, оскільки самиці полишають водойми відразу ж після парування. Смертність протягом року може досягати 34 % при максимальній тривалості життя в природі до 12 років, хоча в Швейцарії смертність в середньому становить 75 % серед молоді й 70 % серед дорослих, що дозволяє говорити про повну заміну популяції протягом 5 років. Для райок Молдови та Північної Італії вказують смертність 95—99 % молодих особин, малу тривалість життя дорослих (максимум 4—5 років) та оновлення чисельності дорослих на 95 % щороку.

## Вороги. Паразити
Цьоголітків райок виявляли в складі раціону тритонів гребінчастих, дорослих —  жаб озерних, черепах болотяних, вужів водяного і звичайного та багатьох птахів: воронових, фазана, крижня, чаплі сірої, лелеки білого тощо.
У дорослих особин знайдені паразитичні гельмінти (Monogenoidea, Trematoda, Acanthocephala), кров'яні паразити (Haemagregarina,  Trypanosoma, Microfilaria та ін.), кокцидії (Eimeriidae).

## Охорона
Стан більшості природних популяцій виду в межах ареалу залишається більш-менш стабільним. Саме тому він, згідно Червоного списку МСОП, отримав охоронний статус «відносно благополучний вид». Але в окремих регіонах спостерігається тенденція до зниження чисельності популяції виду, що потребує запровадження охоронних заходів. Тому, райка деревна занесена до Додатку ІІ Бернської конвенції (охоронна категорія: вид підлягає особливій охороні), а також охороняється Директивою Європейського Союзу 92/43/ЄС «Про збереження природних оселищ та видів природної фауни і флори» (Додаток IV. Види рослин і тварин, що становлять особливий інтерес для Європейського Союзу, які потребують суворих заходів охорони). Внаслідок скорочення ареалу та зменшення чисельності в багатьох країнах Європи вид занесений до списків тварин, що особливо охороняються, у тому числі до Червоних книг Латвії і Литви. На регіональному рівні в Україні занесений до Червоних списків тварин м.Київ, Дніпропетровської, Луганської, Миколаївської, Сумської і Харківської областей
Попри те, що райка в межах свого ареалу нерідко трапляється в населених пунктах, усе ж такі антропогенні фактори, як зникнення прибережних лісонасаджень, забруднення водойм і т. ін. призводять до зменшення чисельності популяцій. Інші причини зникнення виду можуть бути пов'язані з будівництвом гідроспоруд, як, наприклад, на Південному Бузі в Миколаївській області, в результаті чого прогнозується затоплення заплавних ділянок та нижнього ярусу каньйону річки. Однією з головних причин зниження чисельності райки в Молдавії є сухі безсніжні зими, під час яких спостерігаються критичні негативні температури в зимових сховищах. Дослідження популяцій цього виду в Середньому Придніпров'ї та західних ділянках ареалу (Німеччина) дозволили дійти висновку про те, що відсутність райок у деяких місцях у наш час пов'язана з двома основними причинами: зникненням нерестових водойм та забрудненням середовища.  
Окремі популяції охороняються в межах природно-заповідних територій України та ряду країн Європи.

## Практичне значення
Райка деревна вважається корисним видом тварин, адже близько 50—70 % її раціону становлять довгоносики, листоїди, ковалики та інші шкідники лісового і сільського господарства.
Зважаючи на зовнішню привабливість райок, невибагливість і відпрацьовану методику розведення їх часто відловлюють тераріумісти для утримання в неволі, що негативно впливає на стан окремих природних популяцій.

## Систематика

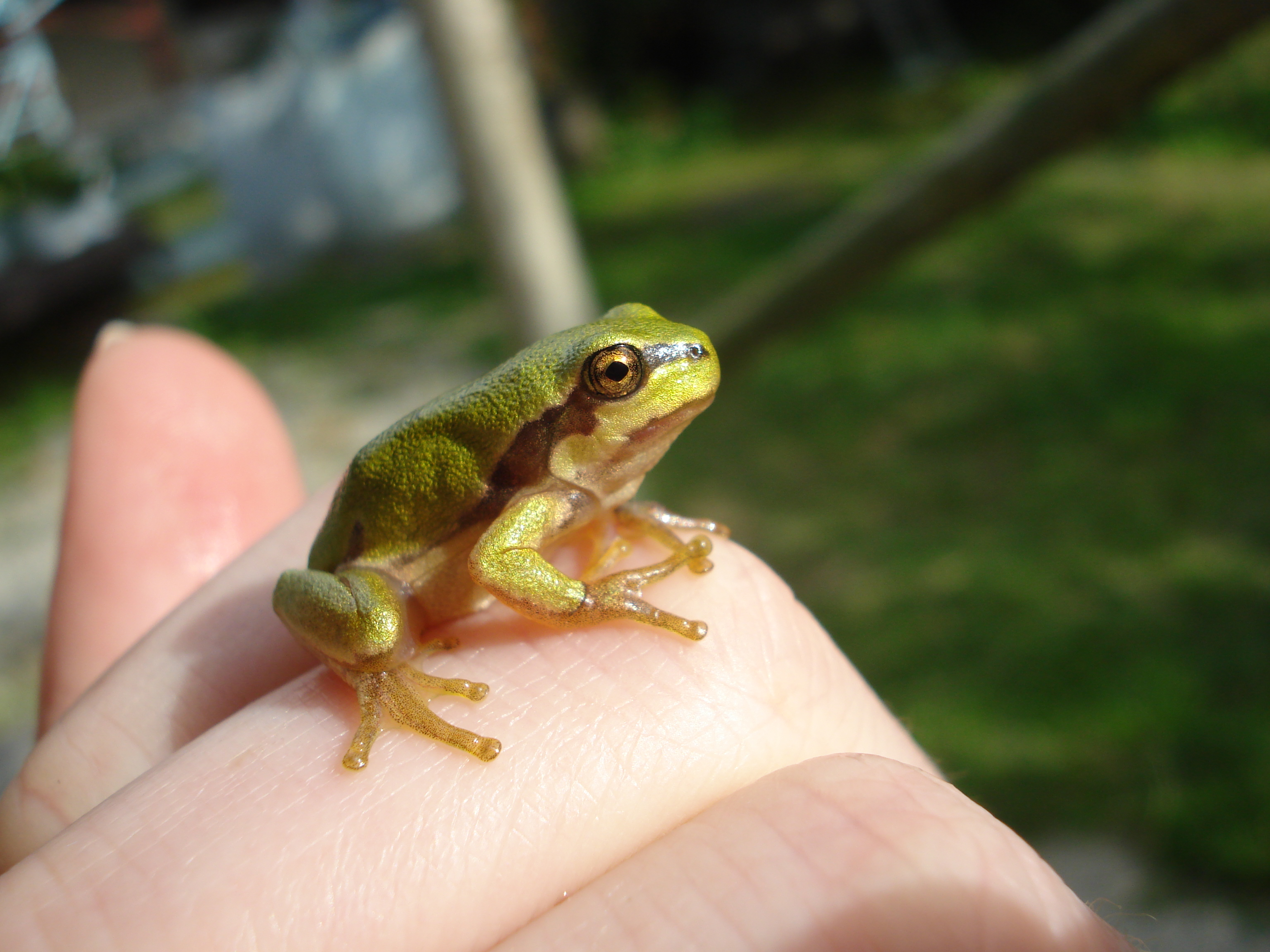
Райка деревна з околиць Ужгорода

Протягом останніх 100 років райка деревна (Hyla arborea) звичайно розглядалась єдиним представником роду у фауні Східної Європи. Сучасні молекулярно-генетичні дослідження, проведені в західних і східних частинах ареалу, показали, що особини суттєво відрізняються за генетичними показниками. У результаті було запропоновано залишити видову назву Hyla arborea за популяціями із Західної Європи, а східну географічну групу популяцій (на схід від Карпат) віднести до другого виду — райка східна  (Hyla orientalis). Таким чином, на території України проживають 2 види райок, зокрема в Закарпатті й Західних Карпатах — райка деревна (H. arborea), а в Східних Карпатах та інших східних регіонах — райка східна  (H. orientalis). За попередніми даними,  на території Польщі знаходиться зона контакту та ймовірної гібридизації. Слід відмітити, що морфологічні відмінності в цих видів досі не знайдені, тому питання про їх видову самостійність залишається відкритим.